# Strahlenpass

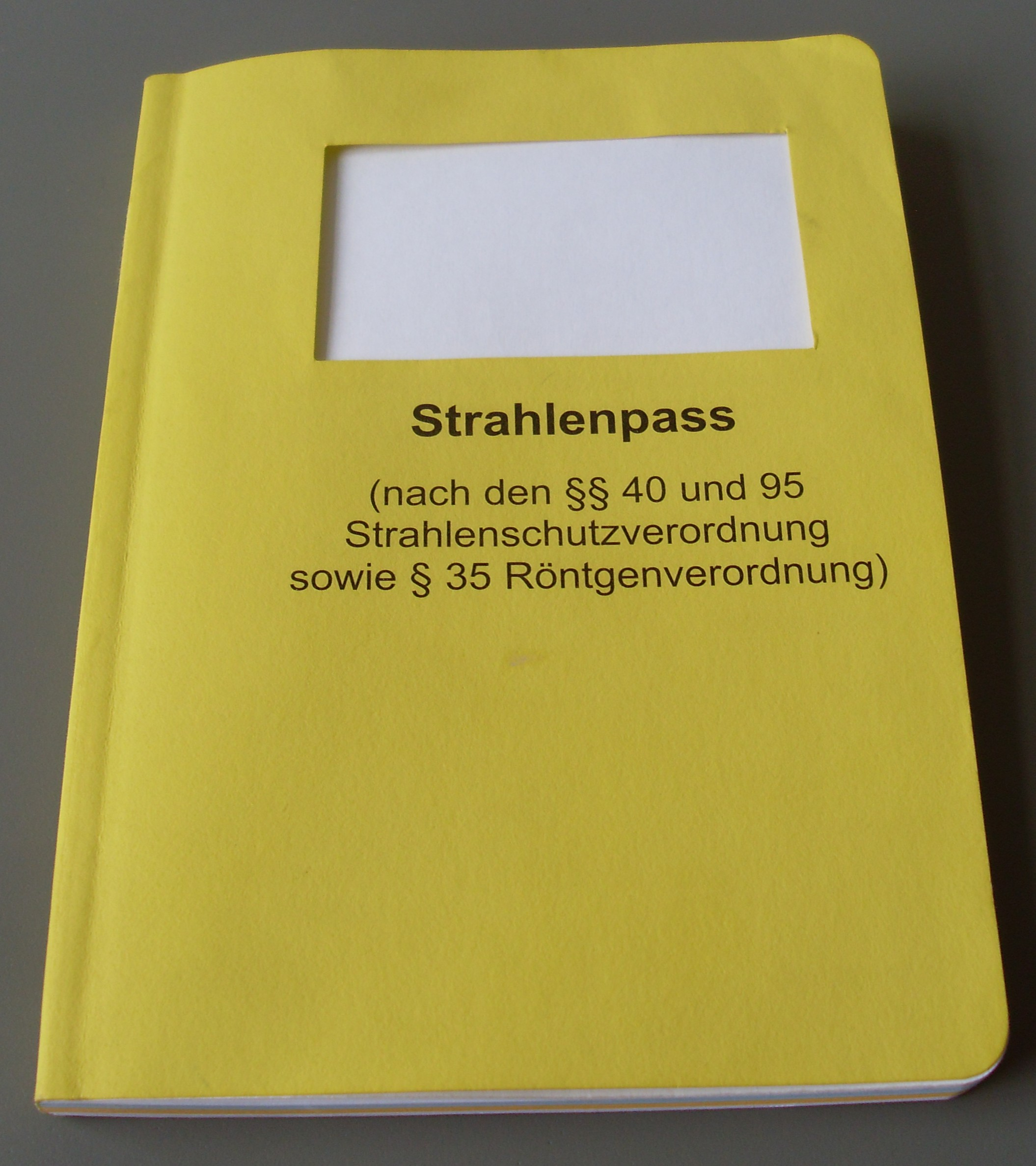
Deutscher Strahlenpass

Ein Strahlenpass ist ein Dokument, welches Personen mitführen müssen, die aus beruflichen Gründen in Betrieben, in denen sie nicht beschäftigt sind, ionisierender Strahlung ausgesetzt sind. Neben persönlichen Informationen wie Name und Anschrift enthält der Pass Angaben zu arbeitsmedizinischen Vorsorgeuntersuchungen, zur äußeren und inneren Strahlenexposition sowie Bilanzierungen der bisherigen beruflichen Exposition und der Berufslebensdosis.
Der Passinhaber legt vor Beginn seines Einsatzes den Pass dem Betrieb vor. Dieser überprüft, ob durch die vorgesehene Tätigkeit relevante Grenzwerte überschritten werden können. So besteht die Möglichkeit, schon unterhalb von Grenzwerten Maßnahmen zur Reduzierung der Strahlenbelastung dieser Person einzuleiten. Nach Ende der Tätigkeit trägt der Betrieb die mittels Dosimeter ermittelte zusätzlich aufgetretene Strahlenbelastung in den Strahlenpass ein.
Der Strahlenpass hat eine Gültigkeit von sechs Jahren.

## Rechtsgrundlagen in Deutschland
Bereits in der Neufassung der Strahlenschutzverordnung von 1989 war in § 62 gefordert, dass bei einer Tätigkeit in einer fremden Anlage (d. h. nicht in der Verantwortung des Arbeitgebers stehende Anlage) „Personen in Kontrollbereichen nur tätig werden, wenn jede einzelne beruflich strahlenexponierte Person im Besitz eines vollständig geführten, bei der zuständigen Behörde registrierten Strahlenpasses“ ist. Seit dem Jahr 2002 hat auch die Röntgenverordnung eine entsprechende Vorschrift. Vorher waren Strahlenpässe auf freiwilliger Basis in manchen Unternehmen eingesetzt worden, um auch ohne Rechtsgrundlagen den Überblick über die Strahlenexposition ihrer Mitarbeiter zu behalten.
Zu den Details hat die Bundesregierung im Juli 2004 die „AVV Strahlenpass“ (Allgemeine Verwaltungsvorschrift zu § 40 Abs. 2, § 95 Abs. 3 der Strahlenschutzverordnung(StrlSchV) und § 35 Abs. 2 der Röntgenverordnung (RöV)) erlassen. Das Strahlenschutzregister ist beim Bundesamt für Strahlenschutz angesiedelt.
Ein Strahlenpass muss bei der zuständigen Behörde registriert werden. Voraussetzung dazu ist eine Genehmigung gem. § 25 StrlSchG bzw. eine Anzeige nach § 95 StrlSchV oder § 6 der RöV. Auch ausländische Arbeitnehmer können einen deutschen Strahlenpass erhalten. Über die Anerkennung von ausländischen Strahlenpässen entscheiden die zuständigen Behörden im Einzelfall. Im Jahr 2009 besaßen nach Auskunft der Bundesregierung rund 67.000 Arbeitnehmer in Deutschland einen Strahlenpass. Es ist umstritten, ob die Einführung der Strahlenpässe Leiharbeiter wirksam schützt.

### Neuregelung
Im Rahmen gesetzlicher Änderungen gemäß § 170 Strahlenschutzgesetz (StrlSchG) benötigen alle beruflich exponierte Personen und Inhaber von Strahlenpässen ab dem 31. Dezember 2018 eine  Strahlenschutzregisternummer (SSR-Nummer). Im Bundesanzeiger wurde die Allgemeine Verwaltungsvorschrift zum Strahlenpass nach § 174 der Strahlenschutzverordnung (AVV Strahlenpass) im Juni 2020 veröffentlicht. In diesem Zusammenhang ist auch ein neues Format des Strahlenpasses festgelegt worden, das die Empfehlungen der HERCA (Heads of the European Radiological Protection Competent Authorities) zu einem europäischen Strahlenpass berücksichtigt. In Zukunft können auch andere Strahlenpässe, die außerhalb Deutschlands ausgestellt wurden und die den HERCA-Richtlinien entsprechen, in Deutschland verwendet werden.
Alte Strahlenpässe, die noch gültig sind, behalten ihre Gültigkeit und können bis zum vorgesehenen Ablaufdatum weiter geführt werden, wenn in den Strahlenpass auf Seite 3 die neue SSR-Nummer des Strahlenpassinhabers eingetragen ist.

## Europäische Union
Für die Mitgliedsstaaten der EU legt die Richtlinie 90/641/Euratom des Rates vom 4. Dezember 1990 fest, dass die Beschäftigung von externen Arbeitskräften in Kontrollbereichen Anmelde- und Genehmigungspflichten unterliegt, und schreibt übergangsweise „bis zum Aufbau eines gemeinschaftsweit einheitlichen Strahlenschutzsystems“ für diese Arbeitskräfte persönliche Strahlenpässe vor. Die Mitgliedsstaaten haben das mittlerweile ähnlich wie Deutschland in ihren nationalen Strahlenschutzgesetzen konkretisiert.

## Schweiz
In der Schweiz gibt das Bundesamt für Gesundheit gemäß $ 57 der Schweizerischen Strahlenschutzverordnung das Schweizerische persönliche Dosisdokument (Strahlenpass) heraus; es ist verbindlich vorgeschrieben.

## USA
Die USA haben ein landesweites Register für Strahlenexpositionen (Radiation Exposure Information and Reporting System REIRS). Strahlenbelastungen von eigenen und fremden Mitarbeitern müssen an die NRC (Atomwirtschaft) oder an die OSHA (andere Strahlenquellen) gemeldet werden. Einen Strahlenpass wie in Europa gibt es jedoch nicht.

## Verwandte Dokumente
Ein Röntgenpass ist ein Dokument, in das der behandelnde Arzt oder Zahnarzt auf Wunsch des Patienten Informationen zu Röntgenuntersuchungen einträgt, die an ihm durchgeführt werden.